# Monster Hunter Dynamic Hunting
Monster Hunter Dynamic Hunting est un jeu vidéo de combat développé et édité par Capcom sur iOS et Android. Il a été publié le 1er juin 2011. Il s'agit d'un spin-off de la série de jeux d'action et d'aventure Monster Hunter, et propose des modes de jeu multijoueur solo et coopératif.